# Антоній (Соколов)
Архієпископ Антоній (в миру Олексій Федорович Соколов; близько 1767, Казанська губернія — 29 березня (10 квітня) 1827, Задонський монастир) — російський релігійний діяч в Україні. Єпископ Російської православної церкви. Архієпископ Подільський і Брацлавський (1819-1823) на території правобережної України. Склав вибірку з творінь українського культурного діяча св. Димитрія Ростовського — «Поклоніння Страстям Христовим і Пресвятій Богородиці» (молитвослів'я, включене Антонієм в щоденне келійне правило).

## Біографія
Народився близько 1767 в сім'ї священика Казанської єпархії. Закінчив Казанську духовну семінарію і призначений у ній вчителем інформації. З 1794 — вчитель грецької мови і катехізатор в молодших класах. 1795 — вчитель синтаксими. 1797 призначений префектом семінарії та вчителем поезії. У листопаді 1797 висвячений на священика.
1798 овдовів і був пострижений у чернецтво.
30 серпня 1799 зведений у сан архімандрита Казанського Спасо-Преображенського монастиря.
З 1800 року — ректор Казанської духовної академії.
У 1805 році викликався до Санкт-Петербурга на череду священнослужіння і проповідування слова Божого.
2 лютого 1808 хіротонізований на єпископа Староруського, вікарія Новгородської єпархії.
З 23 вересня 1810 року — єпископ Воронезький і Черкаський.
При преосвященному Антонії біля Тюніна колодязя, місця усамітнення святителя Тихона, побудований храм в честь Божої Матері «Живоносне джерело», який був освячений архієпископом Антонієм 15 серпня 1813.
Преосвященний Антоній, за спогадами княжни Т. Волконської, допускав для приїжджих в Задонськ дворян деякі мирські розваги (танці, духовну музику). Причому всі ці розваги відбувалися в його присутності. Проте, бажаючи залучити суспільство на більш корисну справу, він примушував усіх дам і дівчат дворянського стану, які приїхали в Задонськ, займатися посадкою дерев навколо церкви.
У роки Франко-Російської війни 1812 займався мілітарною пропагандою, збирав гроші на московське військо (від монастирів, парафій та кліру Воронезької єпархії було зібрано понад 50 тис. рублів), у проповідях не цурався світського мілітарного пафосу.
З 7 лютого 1816 — єпископ Калузький і Боровський.
15 березня 1819 возведений у сан архієпископа і переведений на Подільську кафедру в правобережній Україні, де були потужними польські впливи. Проте із місією не впорався — 3 квітня 1823 звільнений на спокій в Воронезький Задонський монастир, до Московії.
Перебуваючи на спокої, вів подвижницьке життя.
Помер 29 березня 1827.